# Yurac Cancha
Yurac Cancha (auch: Yuraj Cancha) ist eine Ortschaft im Departamento Potosí im südamerikanischen Andenstaat Bolivien.

## Lage im Nahraum
Yurac Cancha ist der größte Ort des Kanton Calcha im Municipio Vitichi in der Provinz Nor Chichas. Die Ortschaft liegt in einer Höhe von 3180 m am Río Chorolque, der flussabwärts den Namen Río Chinchola trägt und über den Río Vitichi zum Río Tumusla fließt.

## Geographie
Yurac Cancha liegt im südlichen Teil der kargen Hochebene des bolivianischen Altiplano. Das Klima ist wegen der Binnenlage kühl und trocken und durch ein typisches Tageszeitenklima gekennzeichnet, bei dem die Temperaturschwankungen zwischen Tag und Nacht in der Regel deutlich größer sind als die jahreszeitlichen Schwankungen.
Die Jahresdurchschnittstemperatur liegt bei 13 °C (siehe Klimadiagramm Vitichi) und schwankt nur unwesentlich zwischen 10 °C im Juni/Juli und  gut 15 °C von November bis März. Der Jahresniederschlag beträgt nur etwa 400 mm, mit einer stark ausgeprägten Trockenzeit von April bis Oktober mit Monatsniederschlägen unter 20 mm, und einer Feuchtezeit von Dezember bis Februar mit etwa 80 mm Monatsniederschlag.

## Verkehrsnetz
Yurac Cancha liegt in einer Entfernung von 186 Straßenkilometern südlich von Potosí, der Hauptstadt des Departamentos.
Von Potosí aus führt die asphaltierte Nationalstraße Ruta 1 vom Titicaca-See im Norden zur argentinischen Grenze im Süden und durchquert dabei die Großstädte El Alto, Oruro und Potosí. Von Potosí aus führt sie über 37 Kilometer in südlicher Richtung bis Cuchu Ingenio, wo die Ruta 14 in südlicher Richtung abzweigt und nach weiteren 94 Kilometern Vitichi erreicht. Von Vitichi aus überquert man auf einer unbefestigten Straße den Río Vitichi in östlicher Richtung und gelangt nach 18 Kilometern zum Río Jilche, durchquert diesen und folgt dem Fluss weiter flussabwärts bis Yawisla. Die Landstraße führt dann weiter in südlicher Richtung vorbei an Surmajchi und Calvi-Chontola nach Yurac Cancha und Estumilla.

## Bevölkerung
Die Einwohnerzahl der Ortschaft ist in dem Jahrzehnt zwischen den beiden letzten Volkszählungen nahezu unverändert geblieben:
| Jahr | Einwohner         | Quelle       |
| ---- | ----------------- | ------------ |
| 1992 | keine Detaildaten | Volkszählung |
| 2001 | 313               | Volkszählung |
| 2012 | 322               | Volkszählung |
| 2024 |                   | Volkszählung |

Die Region weist einen hohen Anteil an Quechua-Bevölkerung auf, im Municipio Vitichi sprechen 98,2 Prozent der Bevölkerung Quechua.